# 12世紀香港
|        | 香港大事記 \| 香港歷史年表             |
| 世紀： | 11世紀香港 \| 12世紀香港 \| 13世紀香港 |

## 大事記
- 1127年：
  - 侯五郎遷居上水河上鄉。[1]
  - 福建林氏遷居九龍竹園蒲崗村。[1]
- 1129年，錦田鄧銑起兵勤王，戰亂中救得宋皇姬，許配其子惟汲。[1]
- 1164年11月，裁撤廣東4個鹽場的鹽官，將官富場鹽務撥給疊福場經營。[1]
- 1183年：
  - 5月，宋孝宗下詔禁大奚山私鹽。[1]
  - 本年，彭桂率子孫居於粉嶺龍躍頭一帶。[1]
- 1197年，發生大奚山鹽民起義事件。1197年（南宋慶元3年），香港大嶼山爆發了一次鹽民暴動。大嶼山古稱「大奚山」，歷來是產鹽之地。島上居民不事務農，以捕魚煮鹽為生。由於該地鹽民走私極為猖獗，宋孝宗曾於1183年（南宋淳熙10年）下詔：「大奚山私鹽大盛，嚴行禁約。」但私鹽屢禁不絕，而且發展到官兵與鹽梟內外勾結。1197年，南宋政府派軍隊前往大嶼山緝捕鹽梟。島上彈壓官高登偕鹽梟率眾反抗，入海為盜。他們四處劫掠商旅，濫殺平民，遇難者130餘名[2]，並企圖攻入廣州。南宋政府任命軍器監錢之望為廣州知州，調福昌廷祥寨商榮領兵退敵。商榮與其子商佐、商佑率軍血戰，才將這股鹽民勢力擊退。8月[2]，錢之望趁機率大軍進入大嶼山，對島民進行報復。鹽梟之亂雖然平息，但無辜的大嶼山島民卻遭到慘絕人寰的大屠殺。[3][4]